# Houlin
Houlin (hébreu : חולין « [choses] profanes, » pluriel de חול ḥol, de la racine H-L-L et de même signification) est un concept employé en loi juive pour des choses qui ne sont pas saintes ni sacrées, dans l'ordre Kodashim qui a pour sujet principal les offrandes à Dieu, l'ordre Zeraïm pour la récolte après prélèvement des parts destinées aux prêtres et aux lévites, et l'ordre Taharot car les lois de pureté et d'impureté ne concerne pas ces choses sans sainteté.
Elles conviennent par conséquent aux usages mondains par le tout-venant à condition de respecter les règles de bon emploi, et les règles de consommation correcte (cacherout) sont ainsi détaillées dans le traité Houlin, qui ne traite toutefois que des viandes non-consacrées.